# Via di fuga
Via di fuga è il quarto libro della serie Jack Reacher, dello scrittore britannico Lee Child. L'edizione originale è del 2000, mentre in Italia è stato pubblicato nel 2003. Nel 2001 ha ricevuto una nomination al Premio Barry.

## Trama
L'ex maggiore della polizia militare Jack Reacher si è stabilito a New York con la fidanzata Jodie, ma la sua vita non è affatto tranquilla. L'FBI lo considera il maggior indiziato in una catena di delitti, le cui vittime sono donne in congedo dall'esercito. Nessun segno di effrazione, né di violenza. Solo un cadavere, immerso in una vasca di vernice verde militare. L'unico altro collegamento tra le vittime è che erano tutte state vittime di molestie durante il loro servizio. Jack ha una sola possibilità per scagionarsi: aiutare l'FBI a trovare il colpevole.

## Il titolo
Il titolo originale del romanzo era The Visitor, successivamente cambiato in Running Blind perché considerato troppo simile al titolo di libro di fantascienza.